# Zdeněk Dohnal
Zdeněk Dohnal (ur. 11 sierpnia 1948 w Znojmie) – czechosłowacki kolarz torowy i szosowy, brązowy medalista torowych mistrzostw świata.

## Kariera
Największy sukces w karierze Zdeněk Dohnal osiągnął w 1974 roku, kiedy wspólnie z Michalem Klasą, Petrem Kockiem i Pavlem Doleželem zdobył brązowy medal w drużynowym wyścigu na dochodzenie podczas torowych mistrzostw świata w Montrealu. Podczas rozgrywanych dwa lata wcześniej igrzysk olimpijskich w Monachium reprezentanci Czechosłowacji z Dohnalem w składzie zajęli w tej konkurencji jedenastą pozycję. Zdeněk Dohnal wystąpił także na igrzyskach olimpijskich w Montrealu w 1976 roku, gdzie razem Klasą, Kockiem i Jiřím Pokorným rywalizację w drużynowym wyścigu na dochodzenie zakończył na piątej pozycji. Startował także w wyścigach szosowych, lecz bez większych sukcesów.